# Jens Laursøn Emborg

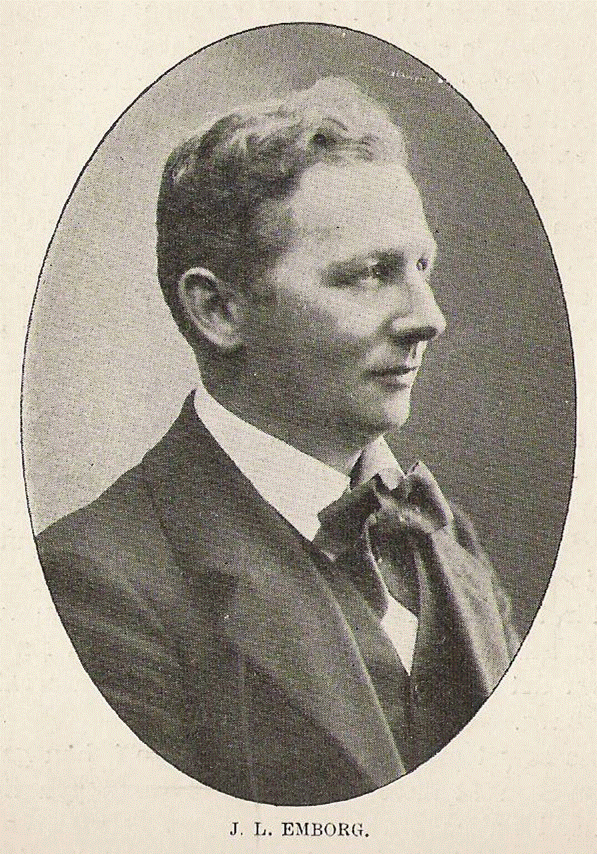
Jens Laursøn Emborg

Jens Laursøn Emborg (* 22. Januar 1876 in Ringe; † 18. April 1957 in Vordingborg) war ein dänischer Komponist.
Er ist der Urgroßvater des Jazz-Pianisten, -Keyboarders und -Komponisten Jørgen Emborg.

## Werke
- Telse op. 43, Oper, 4 Akte (1919/20)
- Das goldene Geheimnis op. 56, Oper, 3 Akte
- Spaniolerne op. 68, Schauspielmusik (1928)
- Den grønne Laterne op. 71, Mimisches Spiel, 1 Akt (1930)
- Kærestefolkene op. 77, Schuloper in 4 Bildern (1931)